# Petra Marklund
Petra Linnea Paula Marklund (n. 12 septembrie 1984, Älta⁠(d), Comitatul Stockholm, Suedia) este o cântăreață suedeză de muzică electronică. Cunoscută sub numele September, ea a debutat în anul 2004 cu albumul care-i poartă numele; fiind comercializat sub egida Stockholm Records, materialul conține trei discuri single de succes — „La La La (Never Give it Up)”, „We Can Do It” și „September All Over”. În 2005 Marklund semnează un contract de management cu Catchy Tunes, companie care începe promovarea discului In Orbit; acesta include compoziții ritmate precum „Satellites” sau „Cry for You”, ce i-au adus cântăreței notorietate internațională.
În toamna anului 2007 apare Dancing Shoes, cel de-al treilea album de studio semnat September. Materialul a fost promovat în România printr-o serie de concerte susținute în cele mai mari orașe ale țării (vedeți aici). În stagiunea 2008-2009 Marklund a semnat contracte de management cu Hard2Beat și Robbins Entertainment, case de discuri care i-au promovat materialele discografice în Regatul Unit, respectiv SUA. În toamna anului 2010 September se înscrie în emisiunea suedeză Så mycket bättre, participare care-i sporește popularitatea în Suedia. În februarie 2011 este lansat Love CPR, material ce obține patru discuri de platină în țara natală a artistei și conține hituri precum „Mikrofonkåt” sau „Baksmälla”.
Fiind numită „una dintre puținele cântărețe de muzică electronică ce au o voce inconfundabilă”, September este câștigătoarea unui premiu Grammis (echivalentul suedez al distincțiilor Grammy). Petra Marklund s-a bucurat atât de succes comercial (discurile sale fiind comercializate în peste 1.5 milioane de exemplare) cât și de aprecierea critică, obținând mai multe distincții (vedeți aici).

## Biografie

### Anii copilăriei și primele activități muzicale (1984 — 2002)
Petra Linnea Paula Marklund s-a născut la data de 12 septembrie 1984 în Stockholm și este unul dintre cei doi copii ai cuplului format dintr-o cântăreață de muzică folk cu origini slovene și un profesor de fizică spațială; Petra are o soră care lucrează ca designer vestimentar. Fiind influențată de muzica surorilor Kylie și Danii Minogue, Petra și-a dorit să devină cântăreață încă de la vârsta de zece ani, când a început să urmeze cursuri de canto și dans. Doi ani mai târziu avea să intre pentru prima oară într-un studio de înregistrări, iar pe parcursul adolescenței s-a implicat în mai multe proiecte muzicale care nu s-au bucurat de succes. În aceeași perioadă tânăra interpretă învăța să cânte la chitară și susținea mici recitaluri la petrecerile părinților săi.
În 1998 Petra înregistrează piesa „Birdie Num Num” folosind pseudonimul Berdie; la scurt timp îl întâlnește pe producătorul Hans Edler care o ajută să înregistreze un album demonstrativ numit Teen Queen (1999), însă niciunul dintre aceste două materiale nu o ajută să se afirme. La șaptesprezece ani Petra Marklund cânta într-o formație de muzică rock pe care a părăsit-o după terminarea liceului și obținerea unui contract de management cu Stockholm Records. Concomitent Marklund a fost remarcată de echipa formată din producătorul Jonas Von Der Burg și compozitorii Niclas Von Der Burg și Anoo Bhagavan, cu ajutorul căreia avea să pună bazele proiectului September.

### Debutul discografic: «September» și «In Orbit» (2003 — 2006)
Primul disc single al proiectului, intitulat „La La La (Never Give it Up)” a fost lansat la data de 6 iunie 2003 sub egida casei de înregistrări Stockholm Records. Fiind o compoziție ritmată cu puternice influențe preluate din muzica eurodance, piesa s-a bucurat de succes în clasamentele de specialitate din Suedia, ocupând poziția cu numărul opt. În toamna aceluiași an începea promovarea unui nou cântec numit „We Can Do It”; deși linia melodică a compoziției urmează tendințele impuse de single-ul precedent, versurile sale sunt mai provocatoare. Piesa a fost frecvent difuzată de posturile radio suedeze și a obținut locul zece în ierarhia națională. De asemenea, atât „La La La (Never Give it Up)” cât și „We Can Do It” au activat în clasamentul Romanian Top 100 și au ocupat locul douăzeci și patru, respectiv șaptezeci și patru.
Datorită popularității celor două piese lansate, September a continuat să colaboreze cu echipa formată din producătorul Jonas Von Der Burg și compozitorii Niclas Von Der Burg și Anoo Bhagavan în vederea înregistrării albumului său de debut. Purtând numele September, materialul a fost distribuit de către Stockholm Records începând cu 11 februarie 2004; fiind un disc de muzică pop, September conține unsprezece piese cu influențe europop. Albumul nu s-a bucurat de succesul scontat, obținând doar treapta cu numărul treizeci și șase în Suedia. Deși discul nu a stârnit interesul criticilor, el a fost apreciat de către persoanele care l-au achiziționat — în timp ce unii cumpărători complimentau vocea „generoasă și emoționantă” a Petrei Marklund, alții spuneau că September „îmbină o muzică pop excelentă cu o voce frumoasă”. De asemenea, pentru a spori vânzările LP-ului September lansează pe 20 februarie 2004 un nou single numit „September All Over”. Fiind o compoziție specifică genului electronic, piesa a fost apreciată pentru „nuanțele sale triste”. Cântecul a devenit hit atât în Suedia cât și în România, ocupând poziția cu numărul opt, respectiv paisprezece, în clasamentele de specialitate. Odată cu încheierea campaniei de promovare a materialului September Petra Marklund și-a încheiat contractul de management avut cu Stockholm Records și a semnat unul nou cu Catchy Tunes.
Cel de-al doilea album de studio al cântăreței, intitulat In Orbit, a fost creat de către aceeași echipă de producători cu care September a colaborat încă de la debutul său. Pentru a promova noul album, interpreta a lansat un disc single în avans, pe parcursul lunii mai 2005. Purtând numele „Satellites”, cântecul a devenit hit atât în Suedia cât și în Romania, ocupând locul patru, respectiv cinci, în clasamente. De asemenea, piesa a primit recenzii favorabile, revista suedeză Sonic numind-o „una dintre cele mai bune 15 producții eurodance ale tuturor timpurilor”. În urma succesului obținut de această compoziție avea să fie lansat albumul In Orbit, comercializat începând cu octombrie 2005. Concomitent era promovat un nou single numit „Looking for Love”; având o linie melodică cu puternice influențe disco, produsul nu s-a bucurat de succesul scontat. Deși In Orbit a obținut poziții medii în clasamente, materialul a fost numit „Cel mai bun album dance” în cadrul premiilor Grammis (echivalentul suedez al distincțiilor Grammy). Totuși, LP-ul a primit discul de aur în Polonia pentru succesul înregistrat în ierarhiile naționale.

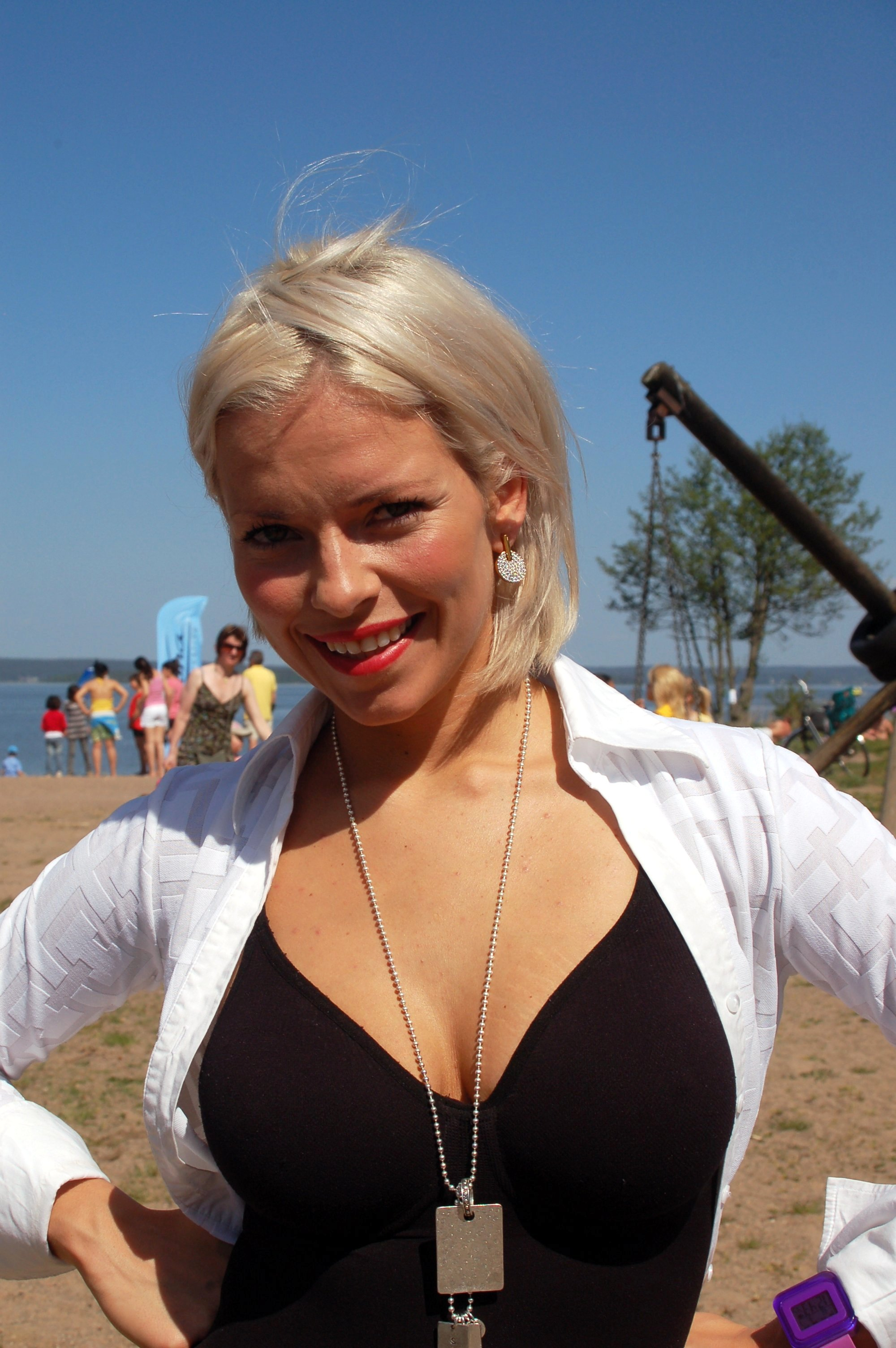
Petra Marklund în Norrköping, 2008.

Campania de promovare a discului In Orbit a continuat și pe parcursul anului 2006, odată cu extragerea pe single a baladei „Flowers on the Grave” și a piesei ritmate „It Doesn't Matter”. Niciuna dintre aceste piese nu a avut un succes răsunător în clasamentele din Scandinavia, însă „It Doesn't Matter” a obținut poziții medii în ierarhiile din România și Rusia. La finele aceluiași an September încheia campania de promovare a albumului prin comercializarea single-ului „Cry for You”; în intervalul 2006-2008 piesa avea să devină un hit pe plan internațional, cucerind poziții fruntașe în topurile din întreaga lume. Fiind una dintre puținele compoziții suedeze care au activat în celebrul clasament Billboard Hot 100 în istoria recentă, „Cry for You” a fost comercializată în peste 500.000 de exemplare numai în SUA și este considerată a fi una dintre cele mai de succes materiale semnate September.

### «Dancing Shoes» și perioada de tranziție (2007 — 2009)
În toamna anului 2007 September a reprezentat Suedia la renumitului festival polonez de muzică Sopot; în finala competiției aceasta a concurat împotriva unor artiști cu renume precum Sophie Ellis-Bextor, Thierry Amiel, The Cloud Room sau Monrose și a obținut locul trei în clasamentul preferințelor publicului. Concomitent Petra Marklund a colaborat cu producătorul german Schiller în vederea înregistrării piesei „Breathe”; compoziția a fost inclusă pe albumul Sehnsucht (2008) și a devenit hit în Bulgaria, ocupând locul nouă în clasamentele naționale.
Începând cu data de 26 septembrie 2007 casa de discuri Catchy Tunes pornește campania de promovare a celui de-al treilea album de studio semnat September. Purtând numele Dancing Shoes, materialul a fost produs de Jonas Von Der Burg și compus de Niclas Von Der Burg și Anoo Bhagavan. Toate cele treisprezece piese incluse pe acest LP sunt ritmate (au influențe eurodance) și abordează teme precum senzualitatea, distracția sau fericirea. Vorbind în numele creatorilor albumului, Petra Marklund spunea: „De această dată am avut o viziune mai amplă, am vrut ca fiecare piesă să fie unică în felul său”. Pentru a promova Dancing Shoes, September a extras pe single trei compoziții ritmate — „Can't Get Over”,„Until I Die” și „Because I Love You” — care au obținut poziții medii în clasamentele din Europa continentală. Deși nu a stârnit interesul criticii, materialul a fost apreciat de către cei care l-au cumpărat; în timp ce unele persoane îi aplaudau pe producători, spunând că LP-ul conține „euro-dance de cea mai înaltă calitate”, altele apreciau „versurile inteligente, glasul superb și întinderea vocală a interpretei”. Albumul a activat pentru o perioadă considerabilă în clasamentele din Suedia, Cehia și Polonia; de asemenea, Dancing Shoes a primit discul de platină în Polonia și a fost nominalizat la categoria „Cel mai bun album dance/hip-hop/soul” în cadrul premiilor Grammis 2008.
La începutul anului 2008 September semnează un contract de management cu Robbins Entertainment, companie care s-a angajat să-i promoveze materialele discografice în regiunile anglofone. Astfel, în februarie 2008 este lansat în S.U.A., Canada și Australasia un album de compilație numit September pe care erau incluse paisprezece dintre cele mai cunoscute piese semnate de Petra Marklund. LP-ul a primit recenzii favorabile și a activat pentru scurte perioade de timp în secțiunile de muzică electronică ale clasamentelor Billboard și ARIA. Compilații similare au fost imprimate și lansate pe parcursul anului 2008: Dancing in Orbit (în Benelux) și Gold (în Europa Centrală).
Datorită succesului obținut de piesa „Cry for You” în Regatul Unit, September a semnat un contract cu casa de discuri Hard2Beat și în 2009 s-a mutat în Anglia pentru a-și putea pregăti debutul discografic. După o perioadă în care interpreta a susținut mai multe concerte în Marea Britanie, încep înregistrările pentru o nouă compilație numită Cry for You - The Album. Odată cu lansarea acesteia în format digital, care a avut loc pe 2 august 2009, urma să fie promovat și un nou single intitulat „Leave It All Behind”. În schimb, compania Hard2Beat a comercializat cântecul „Until I Die”, care nu a obținut succes în clasamentele britanice, iar promovarea albumului Cry for You a fost slabă, în săptămâna lansării fiind comercializate doar 339 de exemplare digitale.

### Era «Love CPR» și primul album în suedeză – «Inferno» (2010 — prezent)

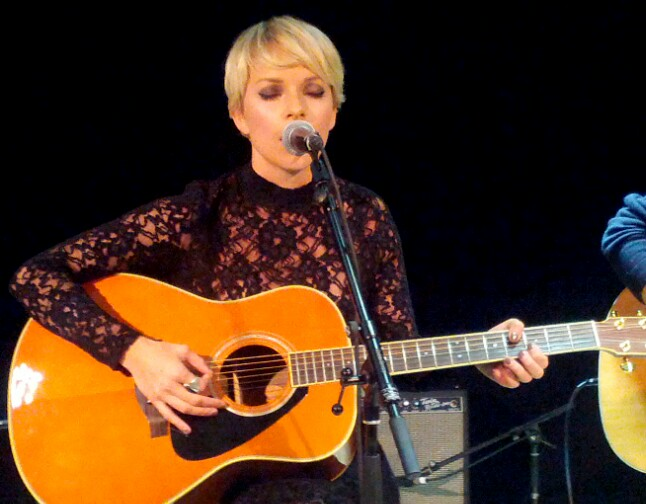
Petra Marklund în concert (septembrie, 2012).

În toamna anului 2010 September se înscrie în emisiunea suedeză Så mycket bättre, difuzată de postul de televiziune TV4; în cadrul acesteia fiecare dintre cei șapte cântăreți participanți își rezervă o zi pentru a prelua înregistrările celorlalți. Preluarea acesteia a piesei „Mikrofonkåt” de Petter Askergren a devenit hit în Suedia, țară în care a ocupat prima poziție în clasamentele de specialitate pentru unsprezece săptămâni consecutive, obținând patru discuri de platină. De asemenea, alte două compoziții interpretate de Petra în cadrul emisiunii au fost lansate pe disc single — „Baksmälla” și „Kärlekens Tunga” — și au câștigat locuri fruntașe în ierarhiile nordice. În aceeași perioadă Petra Marklund colabora cu diverși producători precum Stonebridge, Lucas Secon sau Cutfather în vederea înregistrării celui de-al patrulea album de studio din cariera sa. Purtând numele Love CPR, materialul a fost distribuit în Europa începând cu 14 februarie 2011 prin intermediul casei de discuri Catchy Tunes. Promovarea LP-ului în afara Suediei s-a făcut prin lansarea pe single a trei piese ritmate — „Resuscitate Me”, „Party In My Head” și „Me & My Microphone” (versiunea în limba engleză a compoziției „Mikrofonkåt”) — discuri care nu s-au bucurat de succesul scontat. În țara natală a artistei, datorită popularității înregistrate de preluările din cadrul emisiunii Så mycket bättre, albumul Love CPR a câștigat prima poziție în clasamentele suezede și a primit discul de platină. De asemenea, pentru a spori vânzările materialului, September a susținut un turneu în Suedia care s-a bucurat de succes. Două dintre piesele Petrei („Mikrofonkåt” și „Baksmälla”) au fost nominalizate la prestigioasele premii Grammis 2012, categoria „Cântecul anului”, însă trofeul a fost adjudecat de Avicii.
În iulie 2012 September a anunțat că lucrează la primul său album în limba suedeză. De asemenea, cântăreața a menționat că noile sale piese sunt o mixtură între stilurile formațiilor Coldplay, Florence and the Machine și Depeche Mode, iar albumul nu a fost lansat sub egida September, ci a purtat numele său real: Petra Marklund. Interpreta s-a declarat încântată de acest nou proiect, pe care l-a numit „Întunecat și personal.” De asemenea, conform spuselor sale „Scopul noilor mele cântece este de a dezvolta artisticul și experimentalul. Am făcut foarte multe variațiuni ciudate cu fiecare melodie și am creat lucruri noi minunate.” Albumul, intitulat Inferno, a fost lansat pe 17 octombrie prin intermediul casei de discuri suedeze Razzia Records. Pentru a promova discul Petra a lansat pe 14 septembrie un cântec numit „Händerna Mot Himlen”, care a fost descris drept „o combinație impresionantă între muzica pop, cea acustică și alternativă”.
În noiembrie 2015 September lansează albumul Ensam inte stark, folosindu-și numele real. A debutat pe locul al unsprezecelea în clasamentul albumelor suedeze. Primul single extras de pe album, „Som du bäddar”, a fost lansat la 18 septembrie 2015, cu videoclipul acesturia fiind lansat la 9 octombrie 2015. Ensam inte stark a fost descris drept un album and deep electronica care abordează teme precum tristețea, singurătatea și dezamăgirea. La începutul anului 2016 a susținut un turneu folosindu-și numele real, însă a avut încasări slabe în Umeå și Luleå din nordul Suediei, fiind forțată să anuleze restul concertelor.

## Calitățile interpretative și stilul muzical
Muzica semnată September se încadrează în genul electronic, influențele eurodance și pop fiind cele mai frecvente; majoritatea compozițiilor sale sunt originale (excepție fac „Mikrofonkåt” și „Midnight Heartache”), iar versurile abordează teme precum iubirea sau eșecul amoros. Calitatea pieselor sale avea să-i determine pe editorii Sputnikmusic să spună despre September că aceasta este una dintre cele mai constante apariții din industria pop europeană și totodată cea mai de succes cântăreață suedeză. Totuși, redactorii allmusic nu au fost de acord cu această afirmație, spunând că vocea Petrei este decentă și caldă câteodată însă versurile sale sunt banale și September nu are acea personalitate marcantă de care dă dovadă Robyn. Totuși, aceeași publicație online avea să-i aducă aprecieri interpretei, comparându-i muzica cu cea a renumitei Kylie Minogue.
Conform site-ului Scandipop, principalele atuuri ale Petrei Marklund sunt individualitatea vocii sale și folosirea sintetizatoarelor și a instrumentelor cu coarde în vederea creări unui stil muzical propriu, inconfundabil. Mai mult, editorii publicației sunt de părere că refrenele puternice constituie un element caracteristic muzicii semnate September, iar Petra Marklund a fost aclamată pentru abilitatea sa de a cânta piese dance folosindu-se doar de o formație și un DJ. Într-o recenzie oferită compilației Cry for You - The Album, editorii Digital Spy afirmau că „deși muzica sa nu este inovativă, cu siguranță este de succes”.

## September în România
Datorită succesului obținut de piesa „Satellites” în clasamentul RT100, September a decis să susțină un turneu de promovare a albumului Dancing Shoes în România, la finele anului 2007. Pe parcursul șederii sale în țară, September a concertat în șapte dintre cele mai mari orașe, în deschiderea recitalurilor sale apărând formațiile Akcent și Fly Project. În aceeași perioadă interpreta a fost invitata de onoare a unor programe radio ale Kiss FM și în cadrul emisiunii moderate de Teo Trandafir. September avea să revină în România în octombrie 2008 și februarie 2009 cu prilejul unor concerte avute în clubul Turabo Society Club, respectiv Bellagio din București.

## Discografie
| Albume de studio - September (2004) - In Orbit (2005) - Dancing Shoes (2007) - Love CPR (2011) - Inferno (2012) | Compilații - September (2008) - Dancing in Orbit (2008) - Gold (2008) - Cry for You - The Album (2009) |

## Premii, distincții și realizări
Următoarea listă prezintă premiile obținute de către September.
| Anul | Juriul            | Categoria                            | Compoziția nominalizată | Rezultatul   |
| ---- | ----------------- | ------------------------------------ | ----------------------- | ------------ |
| 2005 | Grammis           | Cel mai bun album dance              | In Orbit                | Câștigat     |
| 2006 | NJR Music Awards  | Cântecul anului                      | „Satellites”            | Nominalizare |
| 2007 | Eska Music Awards | Cântecul anului                      | „Satellites”            | Câștigat     |
| 2007 | Festivalul Sopot  | Preferințele publicului              | „Cry for You”           | Locul trei   |
| 2008 | P3 Guld           | Cea mai bună cântăreață suedeză      | —                       | Nominalizare |
| 2008 | Musik Industrin   | Cel mai de succes cântăreț suedez    | —                       | Nominalizare |
| 2008 | Grammis           | Cel mai bun album dance/hip-hop/soul | Dancing Shoes           | Nominalizare |
| 2012 | Grammis           | Câtecul anului                       | „Mikrofonkåt”           | Nominalizare |
| 2012 | Grammis           | Câtecul anului                       | „Baksmälla”             | Nominalizare |